# Lim-Fest

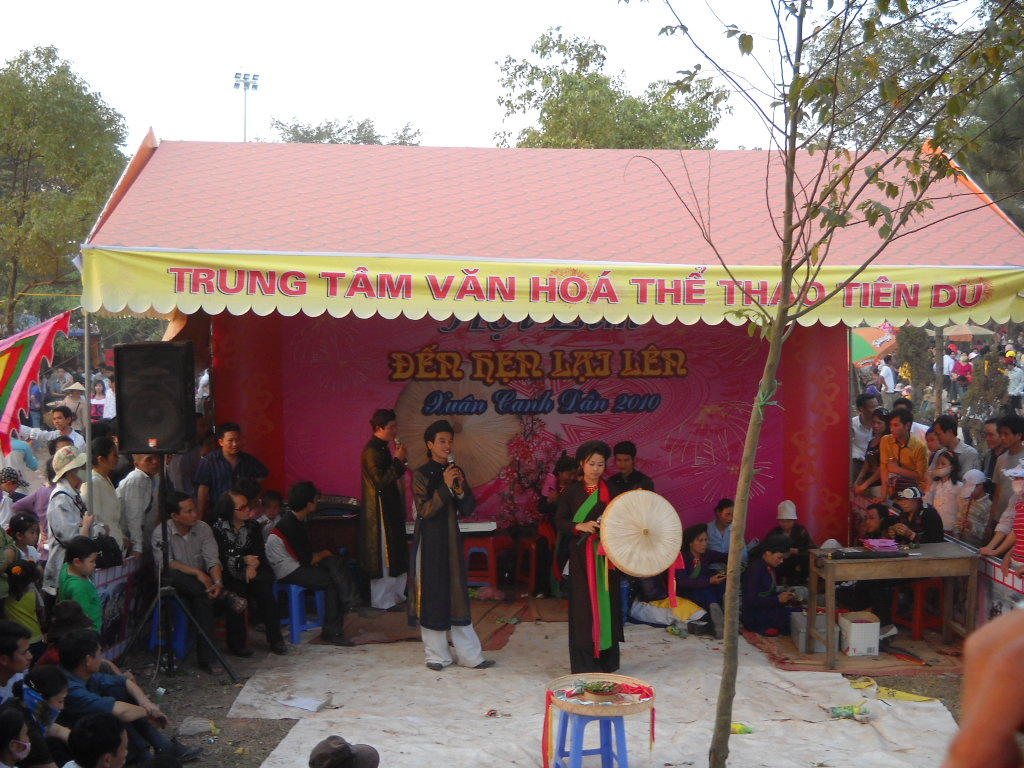
Lim-Fest in der Provinz Bắc Ninh

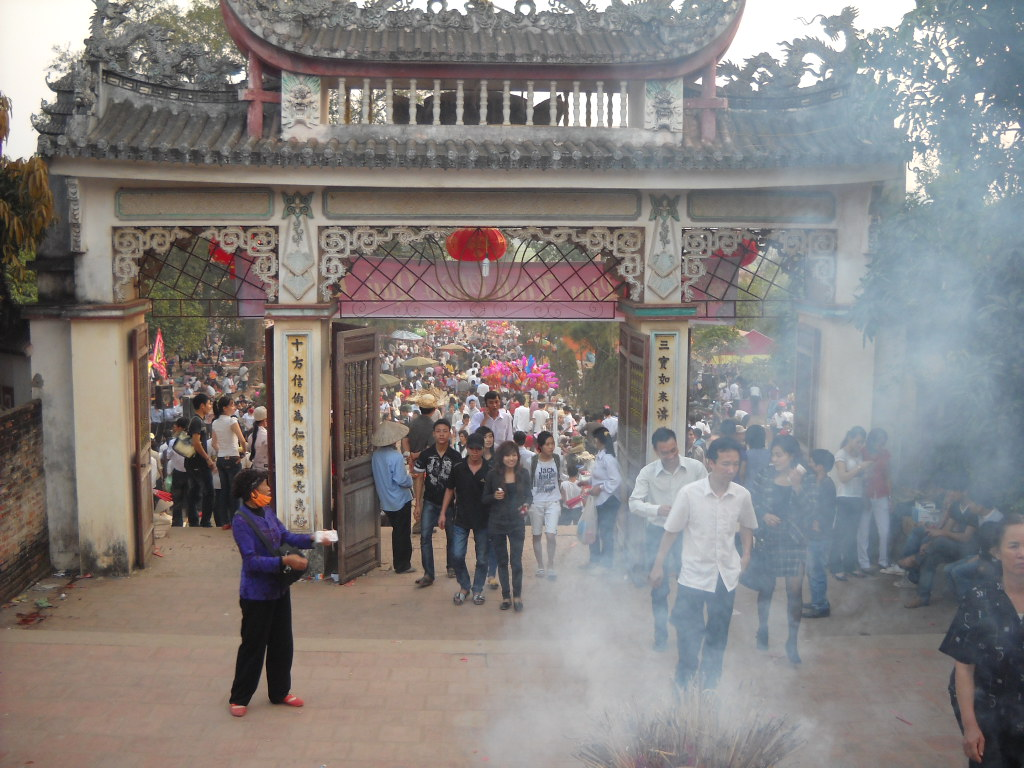
Lim-Fest

Das Lim-Fest (vietn. Hội Lim) ist ein Sängerwettstreit, der in Thị trấn Lim, Bezirk Tiên Du, Provinz Bac Ninh, einer Stadt unweit von Hanoi, Vietnam nach Überlieferungen der Kinh Bắc-Kultur gefeiert wird. Das Fest findet jedes Jahr vom 13. bis 15. Tag des 1. Mondmonats (Lunation) statt. Das Datum ist dementsprechend veränderlich. 
Früher stand der Sängerwettstreit in der verbreiteten Tradition des Quan họ-Gesangs, die auf traditionelle Frühjahrs- und Heiratsmärkte zurückging, zwanglose Zusammenkünfte für Jugendliche beiderlei Geschlecht, um sich kennenzulernen und zu umwerben. Das heutige Fest entspricht eher einem "Folk-Song"-Festival.